# Die lustigen Weiber von Windsor (Schauspiel)

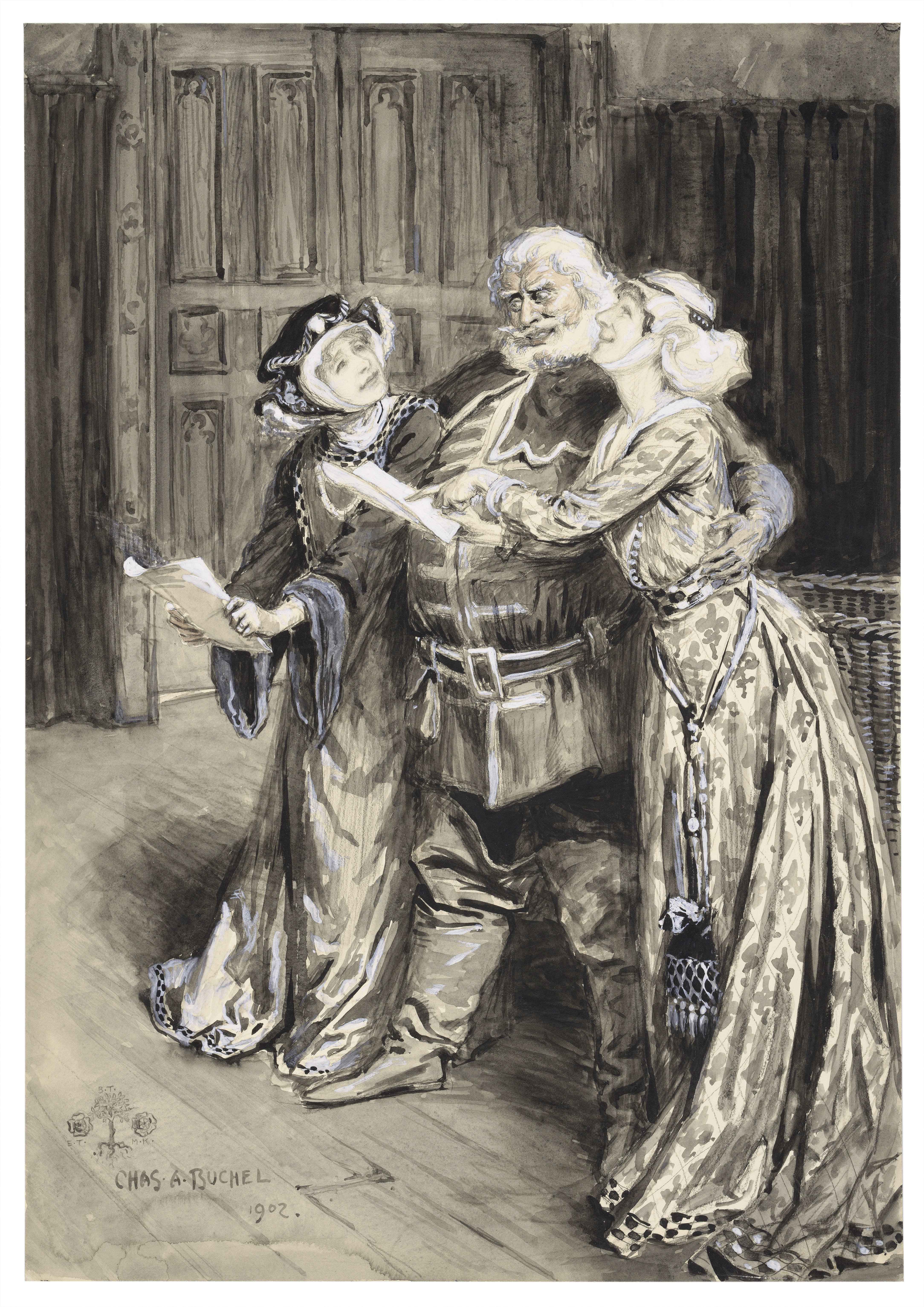
Illustration aus dem Jahre 1902 mit Herbert Beerbohm Tree als Falstaff, Ellen Terry als Mistress Page und Madge Kendal als Mistress Ford.

Die lustigen Weiber von Windsor (engl. The Merry Wives of Windsor) ist eine Komödie von William Shakespeare. Das Stück handelt von Sir John Falstaff, der in völliger Überschätzung seiner Wirkung auf Frauen gleich zwei verheiratete Frauen zu verführen versucht mit dem Plan, sie anschließend um ihr Geld zu betrügen. Als sein unlauteres Vorgehen auffliegt, locken die Frauen Falstaff gleich mehrfach in die Falle. Das Werk wurde vermutlich 1597/98 verfasst und erschien erstmals 1602 in einer wohl nicht autorisierten Fassung als Quarto im Druck. Als Inspiration diente Shakespeare möglicherweise eine Erzählung aus der Novellensammlung Il Pecorone (I,2) von Giovanni Fiorentino aus dem Jahre 1558. Die erste Aufführung wird für das Jahr 1597 vermutet, der früheste Beleg datiert auf den 4. November 1604. Das Stück wird von der Kritik wenig geschätzt, erfreut sich aber beim Publikum einer ungebrochenen Beliebtheit. Die bekannteste Adaption des Werkes ist Verdis Oper Falstaff. Weitere Vertonungen des Stoffes für die Opernbühne stammen u. a. von Carl Ditters von Dittersdorf, Antonio Salieri und – besonders bekannt im deutschsprachigen Raum – Otto Nicolai.

## Handlung

### Akt I
[Szene 1] Richter Shallow, sein Neffe Abraham Slender und Pastor Evans treffen sich auf der Straße in Windsor und unterhalten sich über Wappenkunde. Der Friedensrichter empört sich über das skandalöse Verhalten von Falstaff. Der Pfarrer versucht ihn zu beruhigen und macht den Vorschlag, Pages Tochter Anne mit Slender zu verheiraten. Sie begeben sich zu Master Page, wo sie Falstaff antreffen. Dort erhebt Shallow die Anklage, Falstaff habe seine Leute geprügelt, sein Wild erlegt und sein Jagdhaus aufgebrochen. Außerdem beschuldigt Slender die Diener Falstaffs, Bardolph, Pistol und Nym, ihn im betrunkenen Zustand ausgeraubt zu haben. Während Falstaff seine Taten zugibt, leugnen seine Genossen. Alle vier aber behaupten, der Geschädigte habe noch Glück gehabt, denn man hätte ja noch mehr anstellen können. Jungfer Anne Page, Mistress Ford und Mistress Page treten zu der Versammlung. Sofort himmelt Master Slender die Jungfer an. Sir John versucht die älteren Damen zu becircen. Master Page, Sir John, seine Kumpane und die Damen gehen ins Haus und lassen die drei Ankläger allein auf der Straße zurück. Die Herren drängen Slender, um die Hand der Jungfer anzuhalten. Jungfer Anne tritt wieder heraus und lädt die Herren auch zum Essen ein. Friedensrichter Shallow und Pastor Evans gehen vor und lassen die jungen Leute allein. Slender versucht, Jungfer Anne sein Interesse zu bekunden. Um Eindruck zu machen, erzählt er ihr von dem Bären Sackerson. Schließlich kommt Master Page, um beide zu Tisch zu bitten. [Szene 2] Pastor Evans übergibt Peter Simple, dem Diener Slenders, einen Brief für Mistress Quickley, die Haushälterin des französischen Arztes Dr. Cajus. [Szene 3] Im Garter Inn erzählt Falstaff Pistol und Nym, er werde Mistress Ford verführen, die über das Geld ihres Mannes verfüge. Falstaff präsentiert einen Brief an Mistress Ford und einen weiteren an Mistress Page, an die er sich ebenfalls heranmachen will. Pistol und Nym weigern sich aber, die Briefe den Damen zu bringen. Als Falstaff sie aus seinem Dienst entlässt, schwören sie Verrat und Rache. [Szene 4] Bei Dr. Cajus, der auch an Anne interessiert ist, bekundet Simpel, Evans habe ihn geschickt, um Frau Quickly zu bitten, ein Wort für Slender bei Anne einzulegen. Darauf erklärt Dr. Cajus, er werde Pastor Evans zum Kampf herausfordern.

### Akt II
[Szene 1] Mistress Page und Mistress Ford stellen fest, dass jede von ihnen einen gleichen Liebesbrief von Falstaff erhalten haben. Die beiden wollen deshalb mit Falstaff ihr Spiel spielen. Pistol verrät Master Ford und Nym Master Page, dass Falstaff hinter seiner Frau her ist. Richter Shallow und der Wirt machen sich einen Spaß mit den beiden Duellanten Dr. Cajus und Pastor Evans. Sie führen die beiden an unterschiedliche Orte für das Duell. Ford, der im Gegensatz zu Page Falstaffs Diener Glauben schenkt und jetzt eifersüchtig auf seine Frau ist, überredet den Wirt, ihn Falstaff in Verkleidung als Master Brook vorzustellen. [Szene 2] Pistol will Geld von Falstaff haben, dieser weigert sich und entlässt unter Flüchen den Banditen aus seinem Dienst. Mistress Quickly richtet Falstaff von Frau Ford aus, dass ihr Mann am nächsten Vormittag außer Haus sein wird. Sie erzählt dabei ausführlich davon, wie es sich verhält, wenn der Hof in Windsor residiert. Gemäß vorheriger Absprache zwischen dem Wirt und Master Ford stellt Bardolph diesen Falstaff unter dem falschen Namen Brooke vor. Dieser Brooke gibt Falstaff Geld dafür, dass Falstaff für ihn Mistress Ford umwerbe, und der antwortet ihm, dass er sie ohnehin am nächsten Vormittag besuchen werde. Nach Falstaffs Abgang schließt Ford die Szene mit einem Monolog, in dem sich seine Eifersucht ins lächerlich-unermessliche steigert. [Szene 3] Unterdessen wartet der zum Kampf bereite Dr. Cajus zusammen mit seinem Diener John Rugby auf dem Feld zunächst vergeblich auf Pastor Evans, da der Wirt beiden einen anderen Treffpunkt weitergegeben hat. Der Wirt kommt zusammen mit Richter Shallow, Master Slender und George Page hinzu und treibt durch Wortverdrehereien seine Spässe mit Dr. Cajus. Schließlich machen sie sich auf nach Frogmore, um dort Pastor Evans zu treffen.

### Akt III
[Szene 1] Pastor Evans wartet nahe Frogmore auf sein Duell. Er hat solche Angst vor Cajus, von dem die Rede geht, er sei ein tapferer Degenkämpfer, dass er verzweifelt Lieder singt, um sich Mut zu machen. Als Dr. Caius eintrifft und schon beide aufeinander losgehen wollen, werden sie von Richter Shallow und George Page entwaffnet. Der Wirt fordert sie auf, ihre Haut heil zu lassen und lieber Hackfleisch aus der englischen Sprache zu machen. Sie erkennen die List des Wirtes und versöhnen sich. [Szene 2] Falstaffs Page Robin ist mit Frau Page auf dem Weg zu Frau Ford. Sie treffen unterwegs Herrn Ford, der von der Verabredung Falstaffs mit seiner Frau weiß und sich deshalb mit Herr Page, Master Slender, Richter Shallow, dem Wirt, Pastor Evans sowie Dr. Caius und dessen Diener Rugby zum Essen verabredet, genau zu der Zeit, als seine Frau den dicken Ritter erwartet. [Szene 3] Zur angegebenen Zeit stellt sich Falstaff bei Frau Ford ein. Da erscheint Frau Page mit der Nachricht, Herr Ford sei auf dem Wege mit allen seinen Freunden aus Windsor, um einen Herrn zu suchen, der im Haus sei. Falstaff wird im Wäschekorb versteckt mit schmutziger Wäsche über ihm, zwei Diener tragen den Korb hinaus. Als Ford das Haus durchsucht, kann er Falstaff nicht finden. [Szene 4] Fenton und Anne Page treffen sich außerhalb ihres Hauses. Annes Vater schätzt ihn nicht als Heiratskandidaten für Anne, weil er kein Geld hat. Anne aber drängt ihn zu versuchen, die Gunst ihres Vaters zu gewinnen. Da tauchen Richter Shallow, sein Neffe Slender und Frau Quickly auf. Der von Page als Heiratskandidat favorisierte Slender unternimmt einen unbeholfenen Annäherungsversuch gegenüber Anne. Frau Page dagegen bevorzugt Dr. Cajus für ihre Tochter. [Szene 5] Ein durchnässter Falstaff betritt den Garter Inn. Er ist von den Dienern aus dem Wäschekorb in die Themse geworfen worden. Trotzdem erklärt er sich einverstanden, als Frau Quickly ihm mitteilt, dass Frau Ford ihn am Abend bei sich wiedersehen möchte. Dem als Brooke verkleideten Ford erzählt er von der Begebenheit mit dem Wäschekorb und seiner nächsten Verabredung mit Frau Ford.

### Akt IV
[Szene 1] Pastor Evans hält in Gegenwart von Frau Quickly eine Lateinstunde für den kleinen William, den Sohn von Ehepaar Page. [Szene 2] Nachdem Falstaff zu seinem zweiten Versuch bei Frau Ford eingetroffen ist, taucht wiederum Frau Page auf mit der Nachricht, dass ein wütender Ford auf dem Weg zum Haus ist. Da Falstaff nicht gewillt ist, sich erneut im Wäschekorb zu verbergen, schlägt Frau Ford ihm vor, er solle die Kleider der dicken Tante ihrer Magd anziehen, die aber, was Falstaff nicht weiß, Herrn Ford verhasst ist. Als Ford mit Gefolge auftaucht und die vermeintliche Tante sieht, schlägt er Falstaff und jagt ihn aus dem Haus. Da bemerkt Pastor Evans, dass die alte Dame einen Bart hatte. Ford und seine Freunde durchsuchen vergeblich das Haus nach Falstaff. [Szene 3] Bardolph berichtet dem Wirt, dass seine deutschen Gäste drei Pferde von ihm ausleihen wollen, um einen deutschen Herzog am Hof zu treffen. Der Wirt ist verwundert, da er von keinem deutschen Herzog am Hof gehört hat. [Szene 4] Frau Ford und Frau Page kommen überein, dass es im Hinblick auf Falstaff das beste wäre, ihn öffentlich bloßzustellen. Darauf weihen sie ihre Männer in ihren Plan zur Demütigung Falstaffs ein. Sie wollen Falstaff dazu bringen, als Geist Herne verkleidet bei der alten Eiche zu erscheinen, dann sollen ihre Söhne und Töchter als Elfen und Kobolde verkleidet ihn kneifen. Wenn Falstaff seine unehrenhaften Absichten zugibt, werde ihm dies zum Gespött in Windsor gereichen. Herr und Frau Page sehen in dem Ereignis eine Gelegenheit, dass ihr Favorit Slender bzw. Dr. Cajus mit Anne durchbrennen kann, wenn alle verkleidet sind. [Szene 5] Bardolph berichtet dem Wirt, seine deutschen Gäste hätten seine Pferde gestohlen, sie seien wie drei deutsche Teufel geritten, geradezu wie drei Doktor Faustusse. Von Pastor Evans erfährt er, dass die drei Deutschen bekannte Zechpreller sind und Dr. Caius kann versichern, dass es keinen deutschen Herzog am Hof gibt. Der Wirt macht sich wutentbrannt auf, die Deutschen zu verfolgen. Frau Quickly überzeugt den verprügelten Falstaff davon, das es immer noch Hoffnung in den Liebsangelegenheiten gibt. [Szene 6] Fenton überzeugt den Wirt ihm bei seinem Versuch zu helfen, Anne Page heimlich zu heiraten.

### Akt V
[Szene 1] Falstaff erklärt sich gegenüber Frau Quickly nun zum dritten Mal zu einer Verabredung mit Frau Ford bereit und erzählt wiederum dem vermeintlichen Brooke vorab davon. [Szene 2] Herr Page verrät Richter Shallow und seinem Neffen Slender, dass seine Tochter in weißer Verkleidung auftritt. Slender brauche sie nur anzusprechen und die Hochzeit sei abgemacht. [Szene 3] Frau Ford und Frau Page verraten Dr. Caius, dass Anne Page in grüner Verkleidung zur Herne-Eiche kommen wird. Caius wird sie so erkennen und zum Pfarrhaus zur Trauung bringen. [Szene 4] Pastor Evans kommt als Satyr verkleidet in Begleitung von William Page und anderen Kindern, die als Elfen verkleidet sind. [Szene 5] Zu Mitternacht kommt Falstaff als Herne verkleidet mit Hörnern auf dem Haupt zu der alten Eiche. Dann tauchen zunächst die Frauen Ford und Page auf und schmeicheln Falstaff, der sich erneut am Ziel seiner Wünsche sieht. Dann treten die von Pastor Evans angeführten verkleideten Kinder auf, die Falstaff umkreisen und zwicken. Miss Quickly hält als Elfenkönigin verkleidet eine Lobrede auf den Orden vom Hosenband. Abraham Slender schleicht sich mit einem weiß gekleideten, Dr. Caius mit einem grün gekleideten Jungen davon, den sie jeweils für Anne halten, diese aber flieht mit Fenton. Als die Kinder verschwunden sind, nähern sich Ford und Page und werfen Falstaff vor, er habe versucht ihre Frauen zu verführen. Ford offenbart, dass er Brooke war und sagt, er werde Falstaffs Pferde als Ersatz für das Geld nehmen, das er ihm als Brooke gegeben habe. Da kommt Slender und bekundet, er sei zu einer Landkirche gekommen und musste entdecken, dass er mit einem Jungen ausgerissen ist. Dann folgt Dr. Cajus und teilt mit, dass er ebenfalls mit einem Jungen verheiratet wurde. Schließlich erscheinen Anne und Fenton, der erklärt, dass beide sich schon lange lieben und ihren Bund nun beschlossen haben. Alle machen sich auf zu einem Fest, zu dem auch Falstaff eingeladen ist.

## Literarische Vorlagen und kulturelle Bezüge
Im Unterschied zu den meisten anderen Bühnenwerken Shakespeares lässt sich beim heutigen Kenntnisstand für The Merry Wives of Windsor keine spezifische Vorlage ausmachen, der Shakespeare das Gerüst für seine Haupthandlung entlehnt hat. In dem zentralen Handlungsstrang um den betrogenen Betrüger Falstaff nutzt Shakespeare offensichtlich als Anregung eine Reihe konventioneller Situationen und Momente aus der Fülle der zu seiner Zeit bekannten Farcen und italienischen Novellen, die er für seine Zwecke variiert und in einem eigenständigen, von ihm selbst konzipierten Plot integriert.
Obwohl zum damaligen Zeitpunkt noch keine englische Übersetzung existierte, war Shakespeare mit großer Wahrscheinlichkeit die Novellensammlung Il Pecorone von Giovanni Fiorentino aus dem Jahre 1558 bekannt, die er auch als Vorlage für bestimmte Handlungsmuster und Motive in der kurz zuvor verfassten Komödie The Merchant of Venice (um 1596/97) verwendet hatte. So könnte er in Fiorentinos Sammlung auf die Erzählung von der Kunst zu lieben als der zweiten Geschichte des ersten Tages gestoßen sein, die er in seinem Stück jedoch entscheidend verändert: Am Schluss ist in Shakespeares Komödie nicht der Ehemann, sondern der „Möchtegernliebhaber“ Falstaff der Gehörnte, obwohl er nicht einmal zum Zuge kommt.
Auch die Nebenhandlung um Anne Page ist nicht auf eine bestimmte Quelle zurückzuführen; es existierten im Erzählgut der damaligen Zeit eine Reihe von analogen Geschichten über das Werben um eine junge Frau; Ähnlichkeiten oder denkbare Anlehnungen finden sich ebenso beispielsweise in der überlieferten Komödie Casina des römischen Dichters Plautus, die Shakespeare gekannt haben dürfte.
Für die kuriose „Lateinstunde“ des kleinen William im vierten Akt (IV,1) wird Material aus William Lilys A Shorte Introduction of Grammar (S. 330 f.) verwendet, das damals für den Unterricht an Lateinschulen vorgeschrieben war und zu den am häufigsten genutzten Schulbüchern zählte.
Anregungen für das Geweih des als Herne verkleideten, „gehörnten“ Falstaff im fünften Akt (V,5) könnte Shakespeare in der verbreiteten Volkserzählung von dem Jagdgott Herne im Windsor Forest sowie in der Geschichte von Aktaions im 3. Buch der Metamorphosen Ovids gefunden haben. Zwickende Elfen treten ebenfalls in John Lylys Komödie Endymion, the Man in the Moon (IV,3) auf, die 1591 veröffentlicht wurde.
Die Episode um den Pferdediebstahl (IV,3 und IV,5) enthält möglicherweise Anspielungen auf historische Ereignisse aus den Jahren zwischen 1592 und 1596 anlässlich der Aufnahme zweier neuer Ritter in den Hosenbandorden. So reiste der spätere Herzog Friedrich I. von Württemberg 1592 nach England, um in einer privaten Audienz bei Königin Elisabeth I. seine Aufnahme in den Orden zu erbitten. Sein Begleiter, der Kammerherr Jakob Rathgeb, veröffentlichte 1602 eine Beschreibung dieser Reise als Die Fürstliche Württembergische Engelische Raiß, die Badenfahrt genannt. Als das Gesuch des württembergischen Herzogs nicht unmittelbar von Erfolg gekrönt wurde, verfolgte er mit Penetranz sein Anliegen und schickte 1594 in dieser Angelegenheit nochmals einen Gesandten nach England, der bei der königlichen Audienz dadurch auffiel, dass er entweder aus Aufregung oder aber aus Trunkenheit nicht sprechen konnte. Erst nach einer weiteren Nachfrage im Mai 1597 wurde dem deutschen Herzog seine Wahl in den Orden mitgeteilt, ohne dass er jedoch die entsprechenden Insignien erhielt. Diese wurde ihm erst nach Elizabeths Tod 1603 von Jakob I. offiziell in Stuttgart überreicht. Die zweite Begebenheit bezieht sich auf die Aufnahme des französischen Königs Heinrich IV. in den Orden. Nach seiner Wahl zum Mitglied 1590 erhielt der Gesandte des französischen Königs am englischen Hof, der Gouverneur von Dieppe, am 9. September 1596 die Mitteilung, dass die offizielle Investitur nunmehr anberaumt sei und in Paris erfolgen solle. Um die Zeremonie angemessen vorzubereiten, versuchte der Gouverneur so schnell wie möglich nach Frankreich zu reisen. Dabei kam es in einem Gasthof in Gravesend zu einem Zwischenfall, als seine Begleiter zwei Pferde anderer Gäste beschlagnahmen wollten, da keine eigenen frischen Pferde mehr zur Verfügung standen.
Eine direkte Bezugnahme auf einen dieser beiden Vorfälle wäre für Shakespeare in seiner Komödie nicht möglich gewesen, da er damit einen Skandal provoziert hätte. Es ist jedoch denkbar, dass er die Nationalitäten austauschte und aus den französischen Pferdediebe deutsche machte, da auch der Herzog von Württemberg durch sein penetrantes Drängen auf eine Aufnahme in den Hosenbandorden in England zuvor unangenehm aufgefallen war.

## Textgeschichte

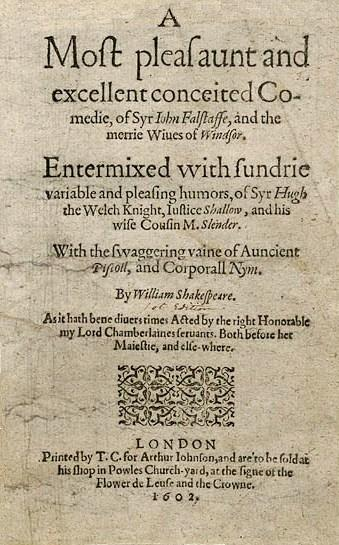
Titelseite der ersten Quarto aus dem Jahre 1602.

Von dem Stück existieren drei frühe Druckausgaben. Das Stück wurde am 18. Januar 1602 in das Hauptbuch der Londoner Buchhändler eingetragen. Der Erstdruck erfolgte im Jahre 1602 als Einzelausgabe im Quartformat und wird Q1 genannt. Der Drucker der Erstausgabe war [T]homas [C]reede, der Herausgeber war Arthur Johnson. 1619 stellte William Jaggard einen nicht autorisierten Nachdruck der ersten Quarto her. Diese Druckausgabe enthält gefälschte Angaben und ist Teil der sogenannten False Folio. Diese Druckausgabe heißt Q2. 1623 wurde „Merry Wives of Windsor“ in die erste Shakespeare-Werkausgabe aufgenommen. Dieser Text wird F1 genannt. Bei der kürzeren ersten Quarto handelt es sich nach allgemeiner Überzeugung um einen nicht autorisierten Text. Daher wird den modernen Textausgaben die Folioversion zugrunde gelegt, in Einzelfällen wird die Quarto für Korrekturen benutzt. Der gefälschten Quarto von 1619 wird keine eigene Autorität zugestanden.

## Aufführungsgeschichte und Rezeption
Hofaufführungen 1604 vor Elisabeth I. und in den 1630er Jahren vor Charles I. sowie zahlreiche frühe Ausgaben des Stückes dokumentieren die Beliebtheit des Werkes bereits in der elisabethanischen und jakobäischen Zeit. Schon kurz nach der Restauration wird das Stück 1660 in unveränderten Fassung wieder auf die Bühne gebracht und setzt die erfolgreiche Aufführungsgeschichte des Werkes fort.
Einige wenige neoklassizistische Adaptionen wie The Comical Gallant; or The Armours of Sir John Falstaff (1702) von John Dennis erweisen sich nachfolgend als sehr kurzlebendig: In der englischen Bühnentradition dominieren weiterhin kaum veränderte Fassungen, so dass auch Charles Keans Rückkehr zum ungekürzten Originaltext 1851 keinen großen Einschnitt bedeutet.
Im deutschsprachigen Raum hat das Stück im Theater eine ebenso große Erfolgsgeschichte, wobei bis ins 19. Jahrhundert Bearbeitungen überwiegen, die das Bühnenspiel an die heimischen Verhältnisse anpassen. Die ungebrochene Popularität der Komödie fußt auf seinem unverwüstlichen Charakter, der ungeachtet des jeweiligen Zeitgeschmacks für das breite Publikum einen hohen Unterhaltungswert aufweist.
So nutzt Shakespeare in seiner Komödie nicht nur die gesamte Bandbreite komischer Situationen und Konstellationen mit einer beachtlichen Häufung komischer Effekte, etwa vom „Duell zwischen zwei Feiglingen, die sich beide vor dem Kampf drücken wollen“, bis hin zu Verkleidungen, Verstellungen, Intrigen oder stereotyper Ausländer- und Dialektkomik. Auch die besondere Qualität der Konstruktion des Stückes führt zu einer „Dauerhaftigkeit der Wirkung“ und verstärkt die Resistenz gegen Veränderungen. Zudem entwickelt sich das Spielgeschehen Schlag auf Schlag in einer konsequenten Abfolge, ohne dass die Zuschauer bei dem quirligen und geschäftigen Treiben auf der Bühne Gefahr laufen, den Überblick zu verlieren: Die zahlreichen Figurenkonstellationen sind um zwei Personengruppen angeordnet, einerseits Falstaff inmitten seiner Kumpanen und der Gruppe der lustigen Weiber und ihrer Männer, andererseits Anne mit ihren Freiern bzw. den Personen, die an ihrer Gattenwahl interessiert sind. Nach einer zunächst getrennten Führung der Handlungsstränge um Falstaff und Anne werden diese in der mitreißenden Schlussszene im Park zusammengeführt, wobei hier die vollständige Bühnengesellschaft beteiligt ist.
Nach Was ihr wollt zählt Die lustigen Weiber von Windsor nach wie vor auf englisch- und deutschsprachigen Bühnen zu den am häufigsten auf dem Spielplan stehenden Stücken Shakespeares.
In neueren Inszenierungen seit den 1970er Jahren, so etwa von Terry Hands (1968, 1975) findet sich eine Fokussierung auf jüngere Ansätze aus der Anthropologie und der Folklore, die zugleich das jahreszeitliche Brauchtum  oder die Sündenbock- und Schamrituale betonen.
Der ungebrochenen Beliebtheit des Stückes beim Theaterpublikum steht allerdings die distanzierte bis geringschätzende Wertung zahlreicher Literaturkritiker und Literaturwissenschaftler gegenüber. So zeigt man sich hier vor allem enttäuscht über den neuen Falstaff, der an die alte Figur nicht heranreiche. Dennoch wird das Stück als Ganzes als durchaus amüsant und unterhaltend eingeschätzt, wenngleich die Charakterzeichnung als vergleichsweise schwach und wenig differenziert kritisiert wird.

## Adaptionen
Aufgrund ihres kompakten Handlungsgerüstes reizte Die lustigen Weiber von Windsor zahlreiche Komponisten zur Vertonung; von diesen vielfältigen Adaptionen konnten sich aber nur die Opern Nicolais und Verdis auf den Spielplänen halten. Diese beiden Opernfassungen sind selbst dem modernen Publikum teilweise noch vertrauter als Shakespeares Original und haben ihrerseits zu der ungebrochenen Popularität der Komödie über die Jahrhunderte beigesteuert. In letzter Zeit erfreut sich auch die Vertonung Salieris wieder größerer Beliebtheit.
Zu den bekannteren Vertonungen der Komödie zählen vor allem folgende Werke:
- Le vieux coquet ou Les deux amis von Jean Papavoine (1761)
- Herne le chasseur von François-André Danican Philidor (1773)
- Die lustigen Weiber von Windsor von Peter Ritter (1794)
- Die lustigen Weiber von Windsor von Karl Ditters von Dittersdorf (1796)
- Falstaff ossia Le tre burle von Antonio Salieri (1799)
- Falstaff von Michael William Balfe (1838)
- Die lustigen Weiber von Windsor von Otto Nicolai (1849)
- Falstaff von Adolphe Adam (1856)
- Falstaff von Giuseppe Verdi (1893)
- Sir John in Love von Ralph Vaughan Williams (1924–1928, UA 1929)

Neben diesen Opern finden sich noch zahlreiche Ouvertüren, symphonische Studien und Schauspielmusiken zu Shakespeares Werk.

## Textausgaben
Gesamtausgaben
- Charlton Hinman, Peter W. M. Blayney (Hrsg.): The Norton Faksimile. The First Folio of Shakespeare. Based on the Folios in the Folger Library Collection. 2. Auflage, W.W. Norton, New York 1996, ISBN 0-393-03985-4
- John Jowett, William Montgomery, Gary Taylor, Stanley Wells (Hrsg.): The Oxford Shakespeare. The Complete Works. 2. Auflage, Oxford University Press, Oxford 2005, ISBN 978-0-19-926718-7
- Jonathan Bate, Eric Rasmussen (Hrsg.): William Shakespeare Complete Works. The RSC Shakespeare, Macmillan Publishers 2008, ISBN 978-0-230-20095-1

Englisch
- Giorgio Melchiori (Hrsg.): William Shakespeare: The Merry Wives of Windsor. The Arden Shakespeare. Third Series. Bloomsbury, London 2000, ISBN 978-1-904271-12-3
- Thomas Wallace Craik (Hrsg.): William Shakespeare: The Merry Wives of Windsor. The Oxford Shakespeare. Oxford University Press, Oxford 1990, ISBN 978-0-19-953682-5 (unveränderte Neuauflage als Oxford’s World Classics 1998, ISBN 0-19-283608-0)
- David Crane (Hrsg.): William Shakespeare: The Merry Wives of Windsor. The New Cambridge Shakespeare. Cambridge University Press, Cambridge 2010, ISBN 978-0-521-14681-4

Englisch-Deutsch
- Rudolf Bader (Hrsg.): William Shakespeare: The Merry Wives of Windsor. Englisch-Deutsche Studienausgabe. Stauffenburg, Tübingen 2000, ISBN 3-86057-559-7.
- Frank Günther (Hrsg.): William Shakespeare: Die lustigen Weiber von Windsor. Zweisprachige Ausgabe. Deutscher Taschenbuch Verlag, München 2011, ISBN 978-3-423-12759-2

### Einzeldarstellungen
- R. S. White: Twayne’s New Critical Introductions to Shakespeare: The Merry Wives of Windsor. Twayne Publishers, Boston 1991.

## Belege
Anmerkung zur Zitierweise der verwendeten Literatur.
Der Text von Shakespeares „The Merry Wives of Windsor“ wird nach der kommentierten zweisprachigen Ausgabe von Frank Günther zitiert. In Einzelfällen wird auf die wissenschaftliche zweisprachige Ausgabe von Rudolf Bader verwiesen. Falls nötig wird parallel dazu nach der New Cambridge Ausgabe von David Crane zitiert. Wo es sinnvoll erschien, oder darauf Bezug genommen wurde, wird zudem die Seitenzahl des ausführlichen Kommentars von Bader angegeben. Der Text der zweisprachigen Ausgabe von Günther folgt der zweiten Ardenausgabe von 1971. Der Text der englisch-deutschen Studienausgabe folgt dem Complete Pelican Shakespeare. Die New Cambridge-Ausgabe ist wie üblich Folio-basiert. Die Zahlenangabe „I, 1, 118“ bedeutet: 1. Akt, 1. Szene, Zeile 118.
1. ↑  Frank Günther (Hrsg.): William Shakespeare: Die lustigen Weiber von Windsor. Zweisprachige Ausgabe. Deutscher Taschenbuch Verlag, München 2011. I, 1, 15-31.
2. ↑  Frank Günther (Hrsg.): William Shakespeare: Die lustigen Weiber von Windsor. Zweisprachige Ausgabe. Deutscher Taschenbuch Verlag, München 2011. I, 1, 51.
3. ↑  Frank Günther (Hrsg.): William Shakespeare: Die lustigen Weiber von Windsor. Zweisprachige Ausgabe. Deutscher Taschenbuch Verlag, München 2011. I, 1, 115-118.
4. ↑  Frank Günther (Hrsg.): William Shakespeare: Die lustigen Weiber von Windsor. Zweisprachige Ausgabe. Deutscher Taschenbuch Verlag, München 2011. I, 1, 170.
5. ↑  Frank Günther (Hrsg.): William Shakespeare: Die lustigen Weiber von Windsor. Zweisprachige Ausgabe. Deutscher Taschenbuch Verlag, München 2011. I, 1, 271.
6. ↑  Frank Günther (Hrsg.): William Shakespeare: Die lustigen Weiber von Windsor. Zweisprachige Ausgabe. Deutscher Taschenbuch Verlag, München 2011. I, 2, 1-12.
7. ↑  Frank Günther (Hrsg.): William Shakespeare: Die lustigen Weiber von Windsor. Zweisprachige Ausgabe. Deutscher Taschenbuch Verlag, München 2011. I, 3, 85.
8. ↑  Frank Günther (Hrsg.): William Shakespeare: Die lustigen Weiber von Windsor. Zweisprachige Ausgabe. Deutscher Taschenbuch Verlag, München 2011. I, 4, 101f.
9. ↑  Frank Günther (Hrsg.): William Shakespeare: Die lustigen Weiber von Windsor. Zweisprachige Ausgabe. Deutscher Taschenbuch Verlag, München 2011. II, 1, 108 und 132.
10. ↑  Frank Günther (Hrsg.): William Shakespeare: Die lustigen Weiber von Windsor. Zweisprachige Ausgabe. Deutscher Taschenbuch Verlag, München 2011. II, 1, 197.
11. ↑  Frank Günther (Hrsg.): William Shakespeare: Die lustigen Weiber von Windsor. Zweisprachige Ausgabe. Deutscher Taschenbuch Verlag, München 2011. II, 1, 203f.
12. ↑  Frank Günther (Hrsg.): William Shakespeare: Die lustigen Weiber von Windsor. Zweisprachige Ausgabe. Deutscher Taschenbuch Verlag, München 2011. II, 2, 1-27.
13. ↑  Frank Günther (Hrsg.): William Shakespeare: Die lustigen Weiber von Windsor. Zweisprachige Ausgabe. Deutscher Taschenbuch Verlag, München 2011. II, 2, 56-74.
14. ↑  Frank Günther (Hrsg.): William Shakespeare: Die lustigen Weiber von Windsor. Zweisprachige Ausgabe. Deutscher Taschenbuch Verlag, München 2011. II, 2, 250.
15. ↑  Frank Günther (Hrsg.): William Shakespeare: Die lustigen Weiber von Windsor. Zweisprachige Ausgabe. Deutscher Taschenbuch Verlag, München 2011. II, 2, 276-302.
16. ↑  Frank Günther (Hrsg.): William Shakespeare: Die lustigen Weiber von Windsor. Zweisprachige Ausgabe. Deutscher Taschenbuch Verlag, München 2011. II, 3, 1-16.
17. ↑  Frank Günther (Hrsg.): William Shakespeare: Die lustigen Weiber von Windsor. Zweisprachige Ausgabe. Deutscher Taschenbuch Verlag, München 2011. II, 3, 25-27; 31; 52f.
18. ↑  Frank Günther (Hrsg.): William Shakespeare: Die lustigen Weiber von Windsor. Zweisprachige Ausgabe. Deutscher Taschenbuch Verlag, München 2011. II, 3, 80f.
19. ↑  Frank Günther (Hrsg.): William Shakespeare: Die lustigen Weiber von Windsor. Zweisprachige Ausgabe. Deutscher Taschenbuch Verlag, München 2011. III, 1, 16-20.
20. ↑  Frank Günther (Hrsg.): William Shakespeare: Die lustigen Weiber von Windsor. Zweisprachige Ausgabe. Deutscher Taschenbuch Verlag, München 2011. III, 1, 71f.
21. ↑  Frank Günther (Hrsg.): William Shakespeare: Die lustigen Weiber von Windsor. Zweisprachige Ausgabe. Deutscher Taschenbuch Verlag, München 2011. III, 1, 1.
22. ↑  Frank Günther (Hrsg.): William Shakespeare: Die lustigen Weiber von Windsor. Zweisprachige Ausgabe. Deutscher Taschenbuch Verlag, München 2011. III, 2, 1.
23. ↑  Frank Günther (Hrsg.): William Shakespeare: Die lustigen Weiber von Windsor. Zweisprachige Ausgabe. Deutscher Taschenbuch Verlag, München 2011. III, 3, 1.
24. ↑  Frank Günther (Hrsg.): William Shakespeare: Die lustigen Weiber von Windsor. Zweisprachige Ausgabe. Deutscher Taschenbuch Verlag, München 2011. III, 4, 1.
25. ↑  Frank Günther (Hrsg.): William Shakespeare: Die lustigen Weiber von Windsor. Zweisprachige Ausgabe. Deutscher Taschenbuch Verlag, München 2011. III, 5, 1.
26. ↑  Frank Günther (Hrsg.): William Shakespeare: Die lustigen Weiber von Windsor. Zweisprachige Ausgabe. Deutscher Taschenbuch Verlag, München 2011. IV, 1, 1.
27. ↑  Frank Günther (Hrsg.): William Shakespeare: Die lustigen Weiber von Windsor. Zweisprachige Ausgabe. Deutscher Taschenbuch Verlag, München 2011. IV, 2, 1.
28. ↑  Frank Günther (Hrsg.): William Shakespeare: Die lustigen Weiber von Windsor. Zweisprachige Ausgabe. Deutscher Taschenbuch Verlag, München 2011. IV, 3, 1.
29. ↑  Frank Günther (Hrsg.): William Shakespeare: Die lustigen Weiber von Windsor. Zweisprachige Ausgabe. Deutscher Taschenbuch Verlag, München 2011. IV, 4, 1.
30. ↑  Frank Günther (Hrsg.): William Shakespeare: Die lustigen Weiber von Windsor. Zweisprachige Ausgabe. Deutscher Taschenbuch Verlag, München 2011. IV, 5, 1.
31. ↑  Frank Günther (Hrsg.): William Shakespeare: Die lustigen Weiber von Windsor. Zweisprachige Ausgabe. Deutscher Taschenbuch Verlag, München 2011. IV, 6, 1.
32. ↑  Frank Günther (Hrsg.): William Shakespeare: Die lustigen Weiber von Windsor. Zweisprachige Ausgabe. Deutscher Taschenbuch Verlag, München 2011. V, 1, 1.
33. ↑  Frank Günther (Hrsg.): William Shakespeare: Die lustigen Weiber von Windsor. Zweisprachige Ausgabe. Deutscher Taschenbuch Verlag, München 2011. V, 2, 1.
34. ↑  Frank Günther (Hrsg.): William Shakespeare: Die lustigen Weiber von Windsor. Zweisprachige Ausgabe. Deutscher Taschenbuch Verlag, München 2011. V, 3, 1.
35. ↑  Frank Günther (Hrsg.): William Shakespeare: Die lustigen Weiber von Windsor. Zweisprachige Ausgabe. Deutscher Taschenbuch Verlag, München 2011. V, 4, 1.
36. ↑  Frank Günther (Hrsg.): William Shakespeare: Die lustigen Weiber von Windsor. Zweisprachige Ausgabe. Deutscher Taschenbuch Verlag, München 2011. V, 5, 1.
37. ↑  Siehe Günter Jürgensmeier (Hrsg.): Shakespeare und seine Welt. Galiani, Berlin 2016, ISBN 978-3-86971-118-8, S. 323, und Manfred Pfister: The Merry Wives of Windsor (Die lustigen Weiber von Windsor). In: Ina Schabert (Hrsg.): Shakespeare-Handbuch. Die Zeit, der Mensch, das Werk, die Nachwelt. 5., durchgesehene und ergänzte Auflage. Kröner, Stuttgart 2009, ISBN 978-3-520-38605-2, S. 413 f. Vgl. auch
Michael Dobson, Stanley Wells (Hrsg.): The Oxford Companion to Shakespeare. Oxford University Press, 2. Ausgabe, Oxford 2015, ISBN 978-0-19-870873-5, S. 302. Siehe ebenso Jonathan Bate und Eric Eric Rassmussen (Hrsg.): William Shakespeare - Complete Works. The RSC Shakespeare, Macmillan, Basingstoke, Hampshire, ISBN 978-0-230-20095-1, S. 105, sowie Thomas Wallace Craik (Hrsg.): William Shakespeare: The Merry Wives of Windsor. The Oxford Shakespeare. Oxford University Press, Oxford 1990, ISBN 978-0-19-953682-5 (unveränderte Neuauflage als Oxford’s World Classics 1998, ISBN 0-19-283608-0), S. 14 ff. Vereinzelt wird auch auf eine Novelle aus der Sammlung Ergötzliche Nächte von Giovanni Francesco Straparola aus dem Jahre 1551 hingewiesen, die Shakespeare eventuell für einzelne Handlungselemente oder Motive gedient haben könnte; der überwiegende Teil der gegenwärtigen Shakespeare-Forscher oder Editoren zieht diese Sammlung als denkbare Inspirationsquelle jedoch nicht in Betracht. Vgl. Giovanni Francesco Straparola: Ergötzliche Nächte. Übersetzt von Hanns Floerke. Kurt Desch Verlag, München 1947, Kap. 3: Der Student Philenio Sisterna wird in Bologna von drei schönen Damen genarrt. Anlässlich eines Festes, das er zu diesem Zwecke gibt, rächt er sich jedoch an allen. Online ist die Geschichte in der deutschen Übersetzung zugänglich auf Projekt Gutenberg . (Italienische Originalausgabe: Le piacevoli notti, Notte II, Favola II: Philenio Sisterna scolare in Bologna vien da tre belle donne beffato, et egli con una finta festa di ciascheduna si vendica. Venedig 1551). In der Literatur sind diverse Einzelvorlagen für die Falstaff-Geschichte erörtert worden; wie Suerbaum zu Recht feststellt, lässt sich jedoch keine mit Gewissheit identifizieren. Vgl. Ulrich Suerbaum: Der Shakespeare-Führer.  Stuttgart 2006, ISBN 978-3-15-017663-4. (3. rev. Auflage 2015, ISBN 978-3-15-020395-8), S. 133.
38. ↑  Siehe dazu Günter Jürgensmeier (Hrsg.): Shakespeare und seine Welt. Galiani, Berlin 2016, ISBN 978-3-86971-118-8, S. 323, sowie Jonathan Bate und Eric Eric Rassmussen (Hrsg.): William Shakespeare - Complete Works. The RSC Shakespeare, Macmillan, Basingstoke, Hampshire, ISBN 978-0-230-20095-1, S. 105.
39. ↑  Siehe dazu ausführlich Günter Jürgensmeier (Hrsg.): Shakespeare und seine Welt. Galiani, Berlin 2016, ISBN 978-3-86971-118-8, S. 322–324 und S. 336–351. Vgl. ebenfalls Jonathan Bate und Eric Eric Rassmussen (Hrsg.): William Shakespeare - Complete Works. The RSC Shakespeare, Macmillan, Basingstoke, Hampshire, ISBN 978-0-230-20095-1, S. 105. Siehe ferner
Thomas Wallace Craik (Hrsg.): William Shakespeare: The Merry Wives of Windsor. The Oxford Shakespeare. Oxford University Press, Oxford 1990, ISBN 978-0-19-953682-5 (unveränderte Neuauflage als Oxford’s World Classics 1998, ISBN 0-19-283608-0). Introduction, S. 5 f. und Giorgio Melchiori (Hrsg.): William Shakespeare: The Merry Wives of Windsor. The Arden Shakespeare. Third Series. Bloomsbury, London 2000, ISBN 978-1-904271-12-3, Introduction, S. 26.
40. ↑  Rudolf Bader (Hrsg.): William Shakespeare: The Merry Wives of Windsor. Englisch-Deutsche Studienausgabe. Stauffenburg, Tübingen 2000. S. 13.
41. ↑  David Crane (Hrsg.): William Shakespeare: The Merry Wives of Windsor. The New Cambridge Shakespeare. Cambridge University Press, Cambridge 2010. S. 161.
42. ↑  David Crane (Hrsg.): William Shakespeare: The Merry Wives of Windsor. The New Cambridge Shakespeare. Cambridge University Press, Cambridge 2010. S. 37.
43. ↑  Siehe Ulrich Suerbaum: Der Shakespeare-Führer. Reclam, Ditzingen 2006, ISBN 3-15-017663-8, 3. rev. Auflage 2015, ISBN 978-3-15-020395-8, S. 134 f. sowie Ina Schabert (Hrsg.): Shakespeare-Handbuch. Die Zeit, der Mensch, das Werk, die Nachwelt. Kröner, Stuttgart 1972, ISBN 3-520-38601-1 (5., durchgesehene und ergänzte Auflage ebenda 2009, ISBN 978-3-520-38605-2), S. 415 f. Vgl. auch Michael Dobson, Stanley Wells: The Oxford Companion to Shakespeare. OUP 2001, ISBN 978-0-19-280614-7. Second Edition 2015, ISBN 978-0-19-870873-5, S. 304 sowie S. 195 f. und 74.
44. ↑  Siehe Ina Schabert (Hrsg.): Shakespeare-Handbuch. Die Zeit, der Mensch, das Werk, die Nachwelt. Kröner, Stuttgart 1972, ISBN 3-520-38601-1 (5., durchgesehene und ergänzte Auflage ebenda 2009, S. 416.)
45. ↑  Vgl. Ulrich Suerbaum: Der Shakespeare-Führer. Reclam, Ditzingen 2006, ISBN 3-15-017663-8, 3. rev. Auflage 2015, ISBN 978-3-15-020395-8, S. 135 ff.
46. ↑  Vgl. dazu Winton Dean: Shakespeare in the Opera House. In: Allardyce Nicoll (Hrsg.): Shakespeare Survey. Vol. 18: Shakespeare Then Till Now. Cambridge University Press 1965, Online-Ausgabe März 2007, S. 75–93, hier S. 76, 78, 81–85 sowie die listenförmigen Angaben S. 90. Siehe auch Ina Schabert (Hrsg.): Shakespeare-Handbuch. Die Zeit, der Mensch, das Werk, die Nachwelt. Kröner, Stuttgart 1972, ISBN 3-520-38601-1 (5., durchgesehene und ergänzte Auflage ebenda 2009, ISBN 978-3-520-38605-2), S. 416 sowie Michael Dobson, Stanley Wells: The Oxford Companion to Shakespeare. OUP 2001, ISBN 978-0-19-280614-7. Second Edition 2015, ISBN 978-0-19-870873-5, S. 304. Vgl. ebenso Ulrich Suerbaum: Der Shakespeare-Führer. Reclam, Ditzingen 2006, ISBN 3-15-017663-8, 3. rev. Auflage 2015, ISBN 978-3-15-020395-8, S. 135.